# Mahé highlands and surrounding areas Important Bird Area
Das Mahé Highlands and surrounding Areas Important Bird Area ist ein Naturraum mit hoher Bedeutung für den Schutz von Vogelarten im zentralen und nordwestlichen Teil der Insel Mahé der Seychellen im westlichen Indischen Ozean.

## Geographie
Das Important Bird Area (IBA) umfasst ein Areal von 4600 ha, und somit etwa 20 % der Insel. Darin eingeschlossen ist der 3045 ha große Morne Seychellois National Park mit dem Gipfel Morne Seychellois, dem höchsten Berg der Seychellen mit 905 m (914 m) Höhe. Im 19. und 20. Jahrhundert wurden die ursprünglichen Wälder stark abgeholzt und große Zimt-Plantagen angelegt. Heute beschränkt sich menschliche Nutzung, inklusive Forstwirtschaft und Tourismus, sowie einige Tee-Plantagen auf weniger als 10 % des IBA-Gebiets. Das Gebiet besteht aus Teilen der Distrikte Cascade, Grand Anse, Plaisance, Bel Air, Port Glaud, Saint Louis und Bel Ombre. Die Landschaft ist geprägt von den Höhenzügen, die sich von Südosten nach Nordwesten ziehen. Die Hauptsächliche Besiedlung liegt auf der Nordostseite der Insel. Die einzige nennenswerte Siedlung an der Südwestküste ist N.Y.S. Village mit Port Launay.
Im Nordwesten schließt sich der Baie Ternay Marine National Park an der Küste an.

### Flora und Fauna
Die Steilhänge sind bedeckt von dichten Sekundärwäldern und Buschland, welche stellenweise durch Klippen und große Granit-Blöcke aufgelockert werden. Über einer Höhe von 600 m gibt es noch Überreste von Primärwald mit nur wenigen eingeführten Neobionten. Rosewood-Bäume kommen vor und zu den Endemiten gehören Medusagyne oppositifolia, Vateriopsis seychellarum, Dillenia ferruginea, Northea hornei, sowie Phoenicophorium borsigianum, Nephrosperma vanhoutteanum, Erythroxylum sechellarum, Nepenthes pervillei und Secamone schimperianus.
Außerhalb des Nationalparks umfasst das IBA die gebirgigen Teile des Südostens, sowie die angrenzenden Gebiete bei La Misère und im Distrikt Cascade. In diesem Gebiet gibt es einen stärkere menschliche Beeinflussung und viele anthropogene Habitate, wie Baumgärten, Farmen, Tee-Plantagen, Wohnbauten, Straßen und Infrastruktur. Die Wälder in den niedrigen und mittleren Höhenlagen werde von eingeführten Pflanzen wie Cinnamomum verum, Falcataria moluccana (= Paraserianthes falcataria), Alstonia macrophylla und Chrysobalanus icaco.
Das Gebiet wurde von BirdLife International als schutzwürdig eingestuft, weil es noch Populationen von Seychellenfalken (Falco araea), Seychellen-Zwergohreule (Otus insularis), Paradies-Fruchttauben  (Alectroenas pulcherrima), Seychellen-Seglern (Aerodramus elaphrus), Seychellen-Rotschnabelbülbüls (Hypsipetes crassirostris), Mahé-Brillenvogel (Zosterops modestus) und Seychellennektarvögeln (Cinnyris dussumieri) nachzuweisen sind.

## Sehenswürdigkeiten

### Morne Blanc
Morne Blanc ist ein großer Gipfel oberhalb der Westküste von Mahe. Mit einer Höhe von 667 m ist er der dritt-höchste Berg der Seychellen. Die Naturschutzorganisation weist damit auf die Notwendigkeit hin, auch die Flächen außerhalb der Nationalparke unter staatlichen Naturschutz zu stellen.

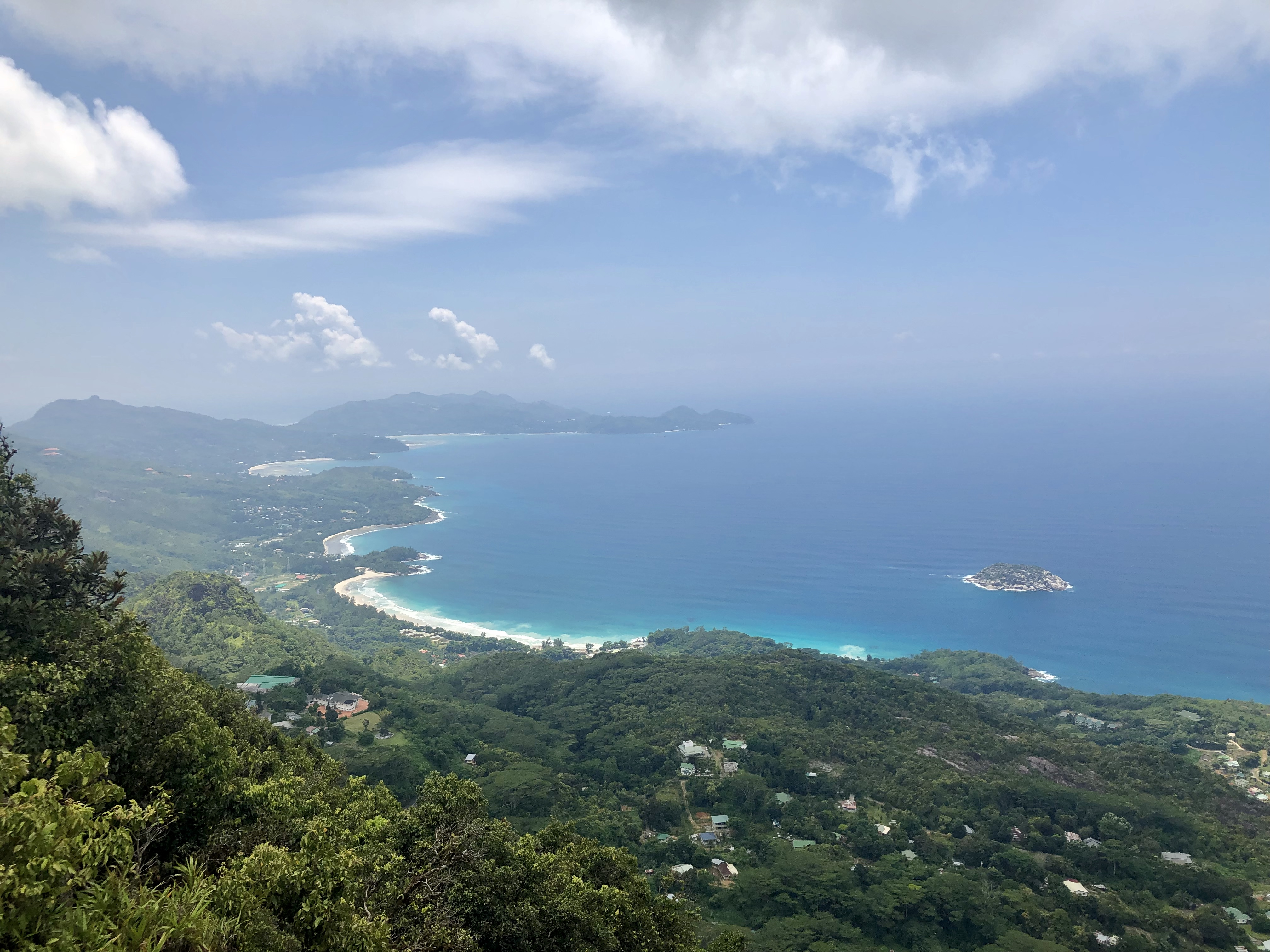
Blick vom Morne Blanc nach Süden. Grand Anse und Ile aux Vaches im Vordergrund.
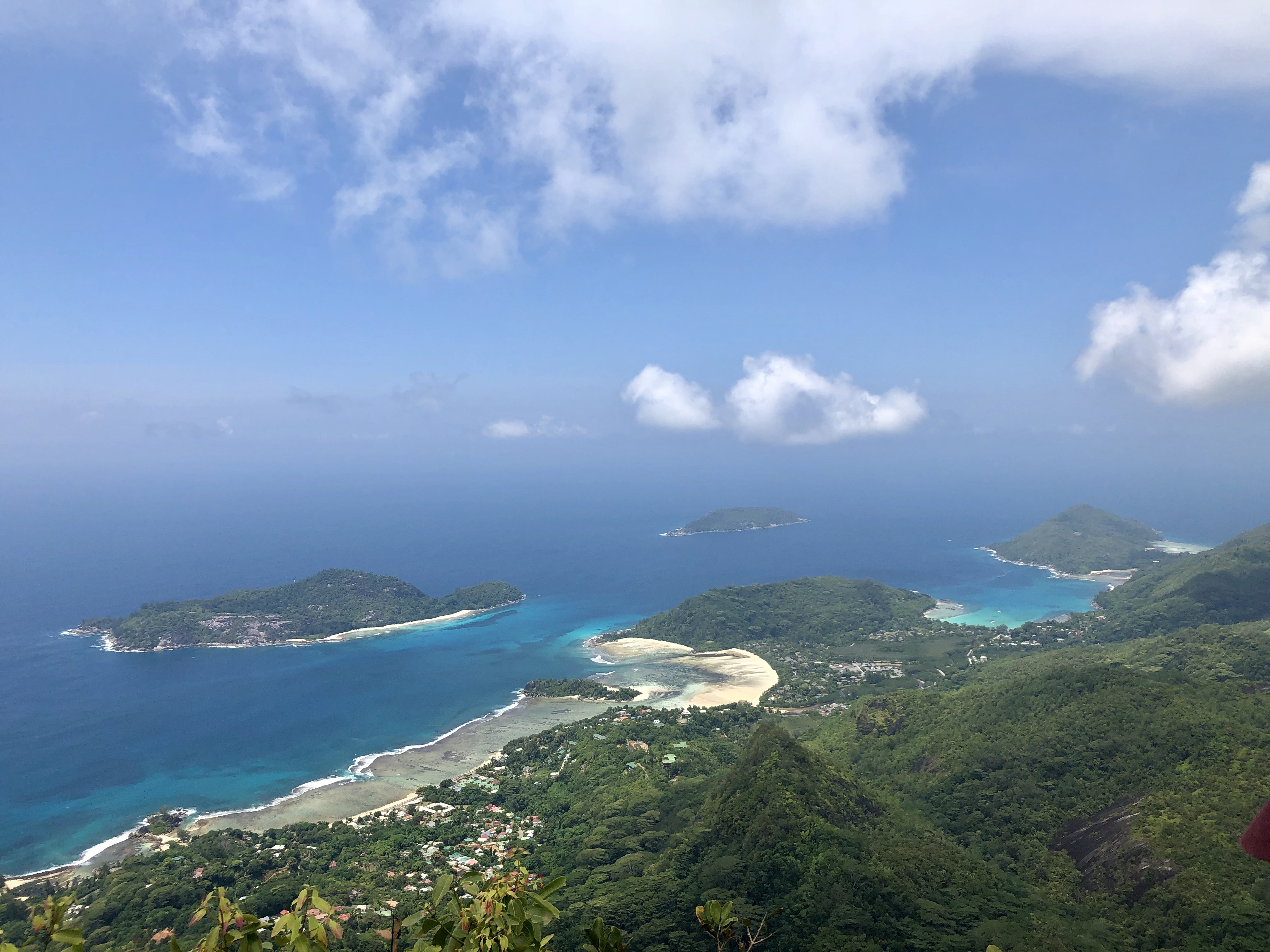
Blick vom Morne Blanc nach Westen mit Port Glaud im Vordergrund. Die Inseln Therese und Conception im Hintergrund. Die Bucht rechts ist Port Launay Marine National Park.
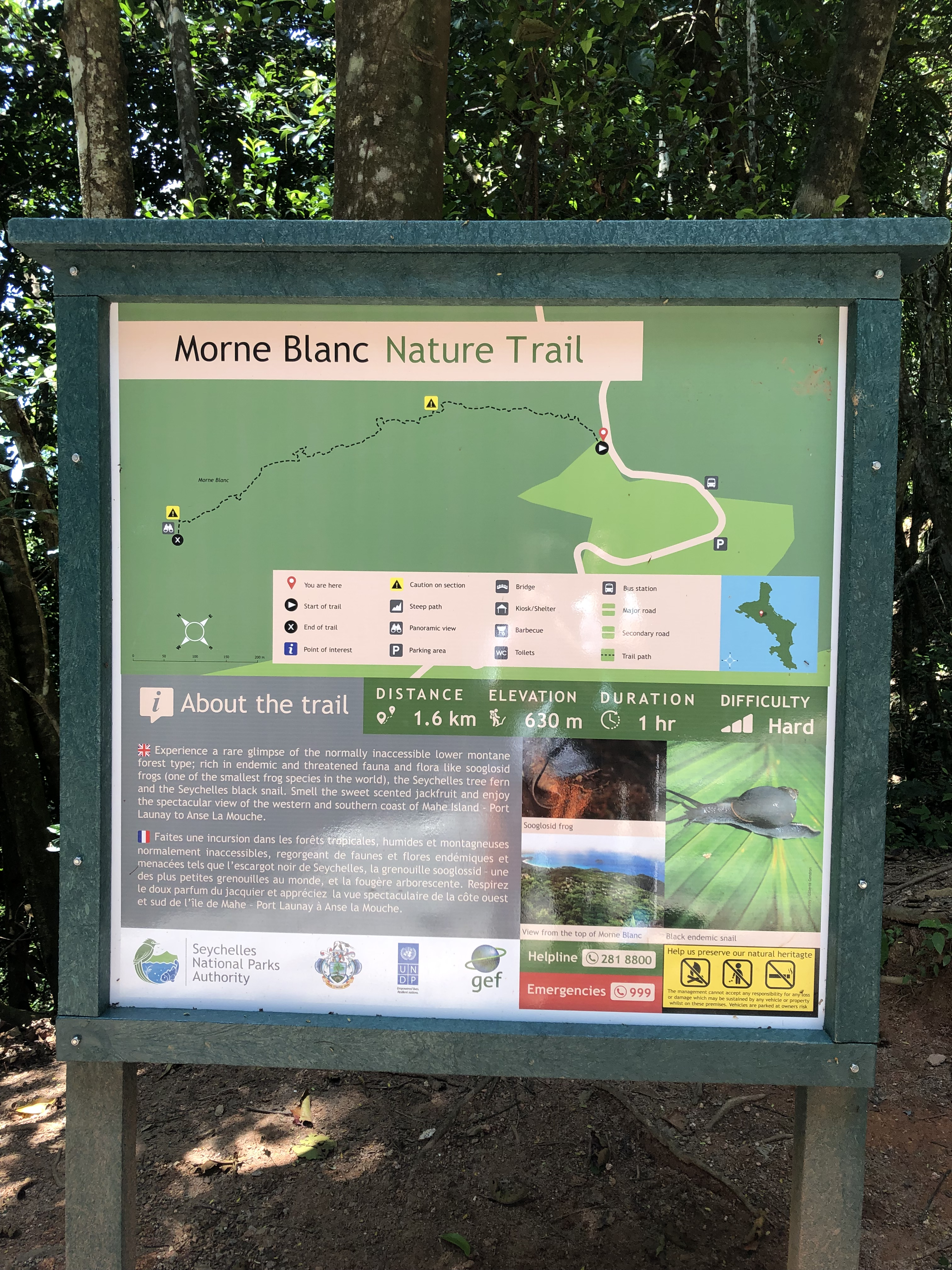
Wanderwegkarte der Morne Blanc Trails

### Anse Major
Anse Major ist ein kleiner Strand im Nordwesten der Insel. Der Strand kann durch eine kurze Wanderung von Bel Ombre aus im Westen von Beau Vallon erreicht werden.

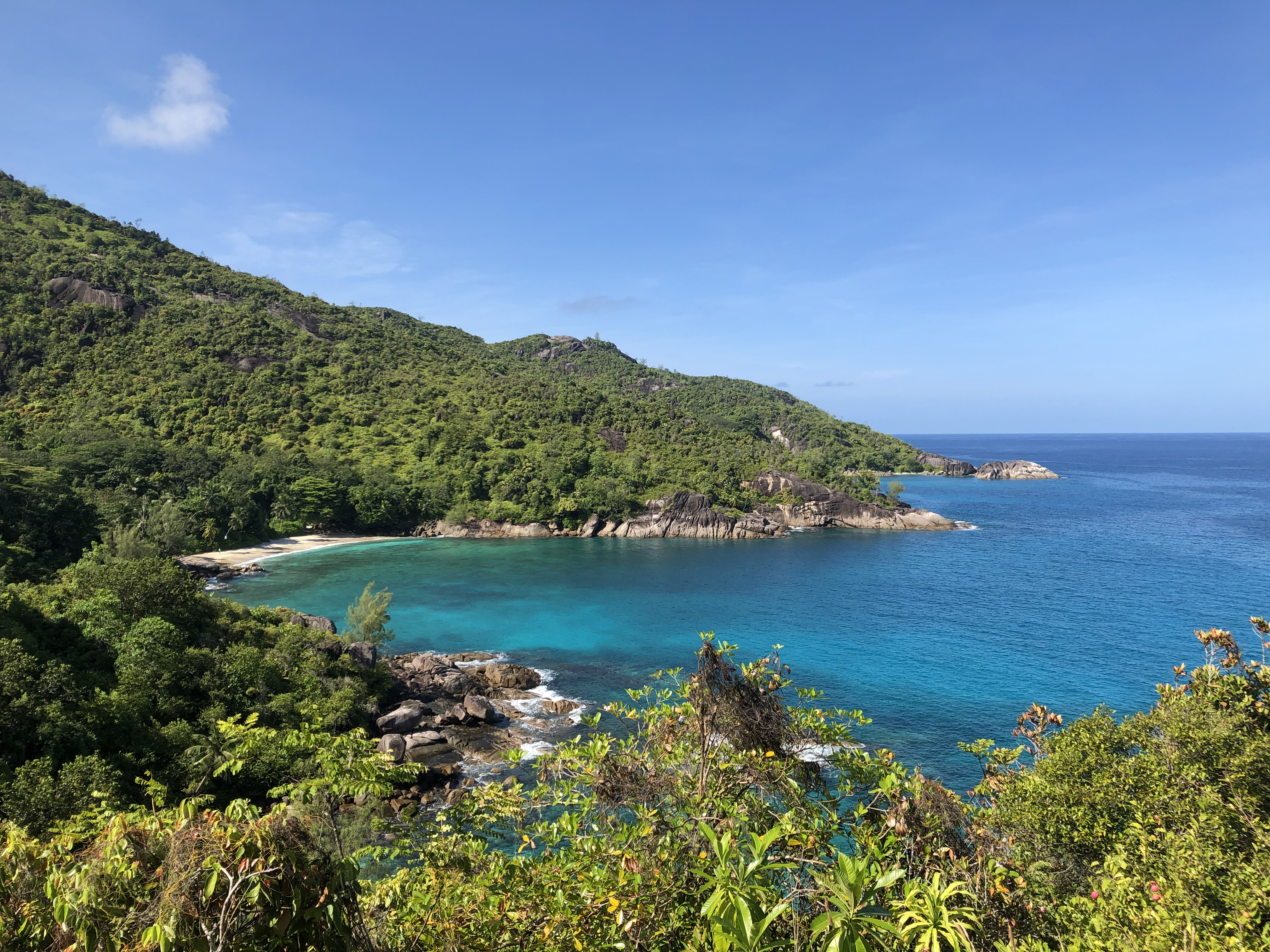
Blick über Anse Major
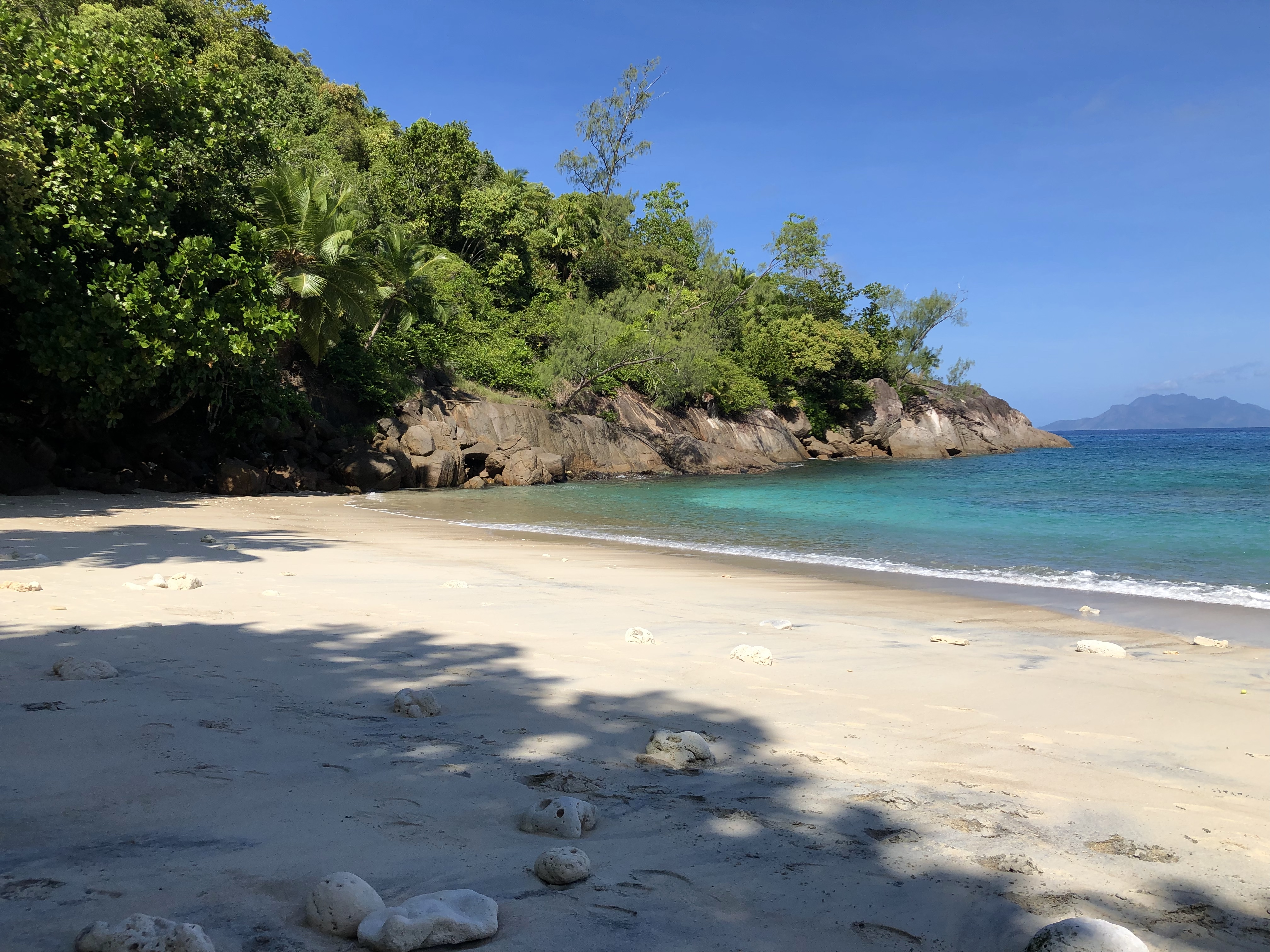
Blick von Anse Major auf Silhouette Island in der Entfernung
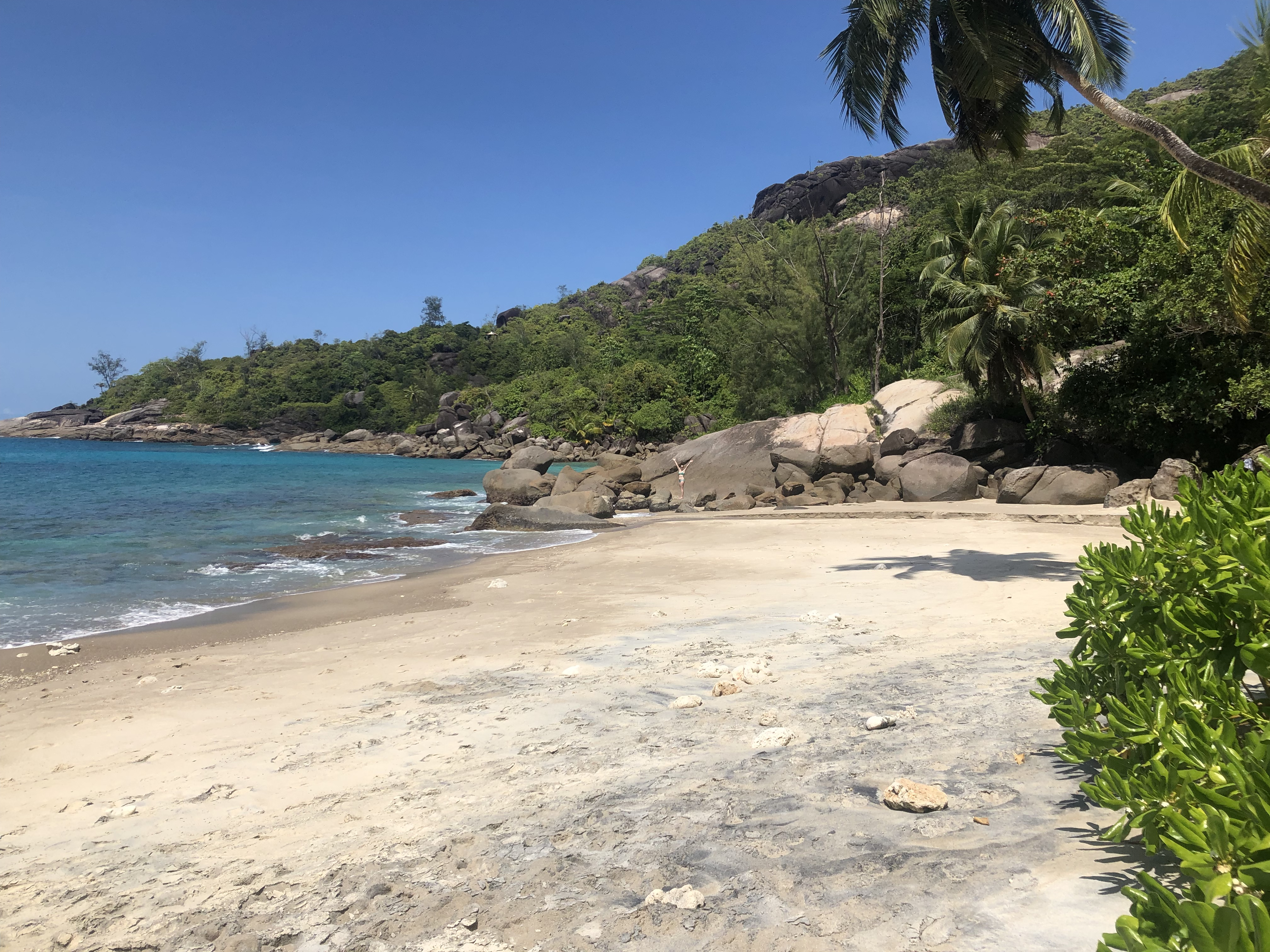
Blick von Anse Major nach Norden